# Escuela Superior de las Bellas Artes de Toulouse

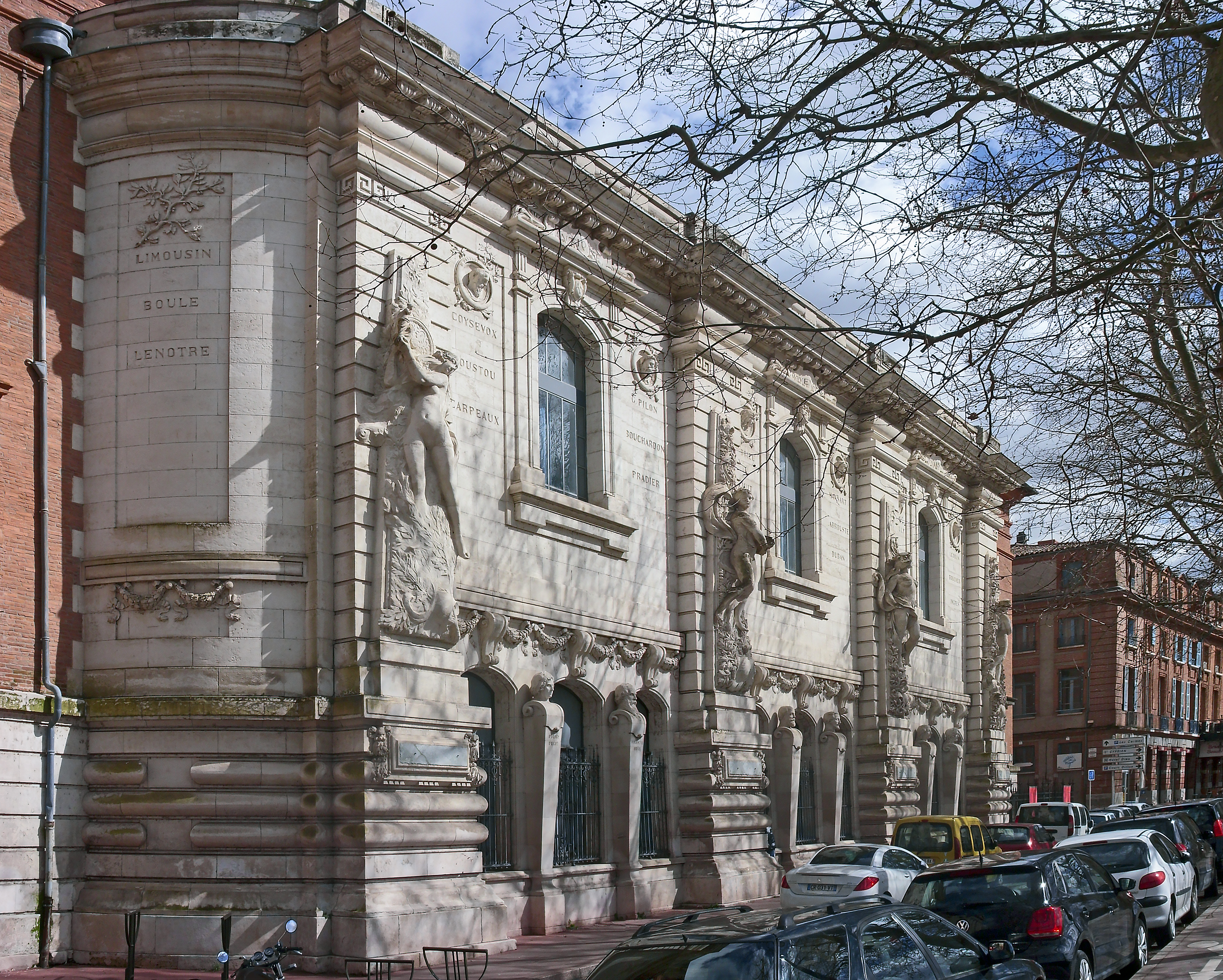
Fachada al muelle de la Dorada.

La Escuela de Bellas Artes de Toulouse es un centro formativo de artistas y creadores contemporáneos.

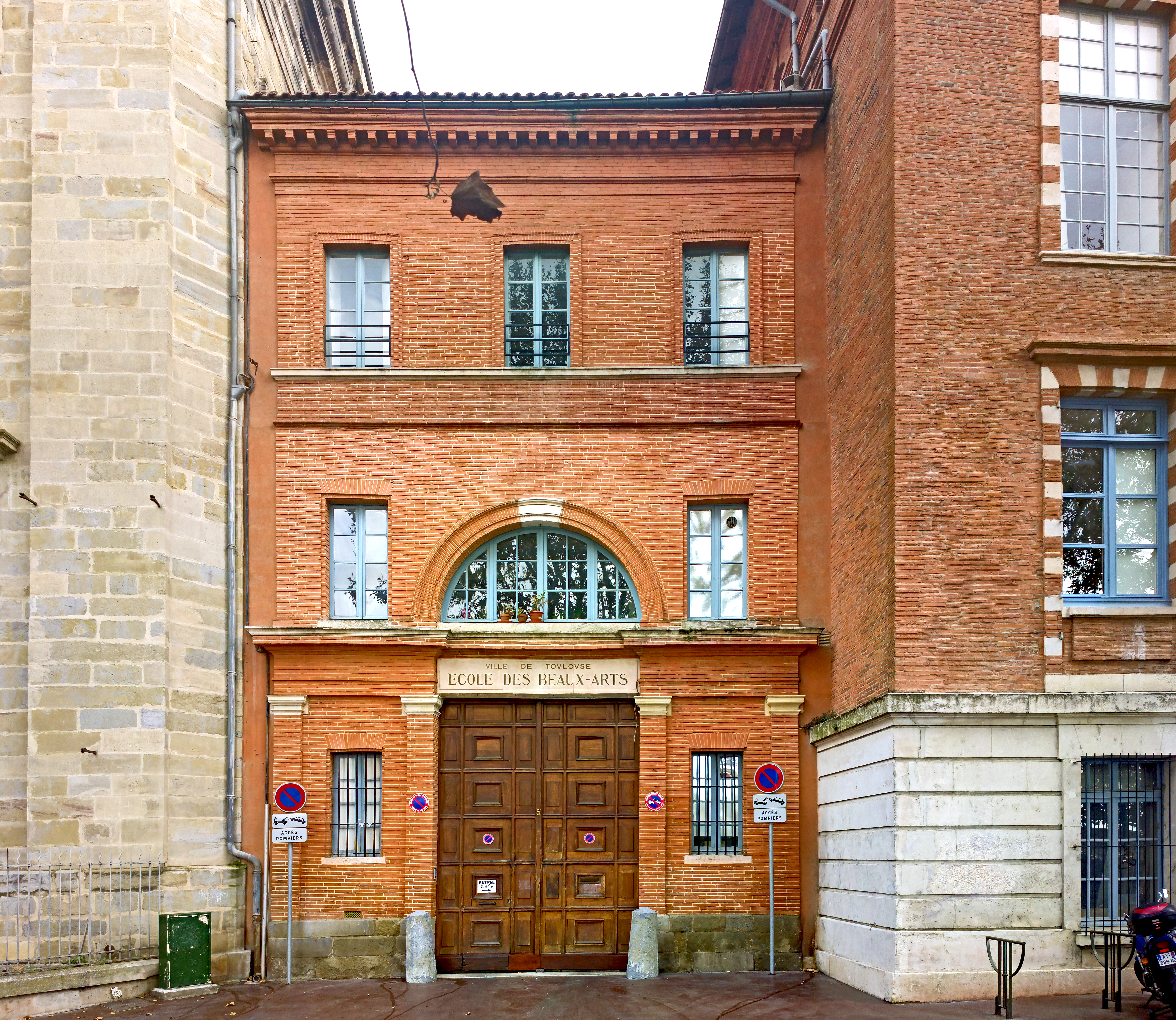
La entrada de la escuela.

Es una de las dos instituciones de arte en Mediodía-Pirineos, bajo la supervisión pedagógica del Ministerio de Cultura francés.
Ofrece formación práctica, teórica y técnica creativa a artistas, en los campos de arte, comunicación y diseño.

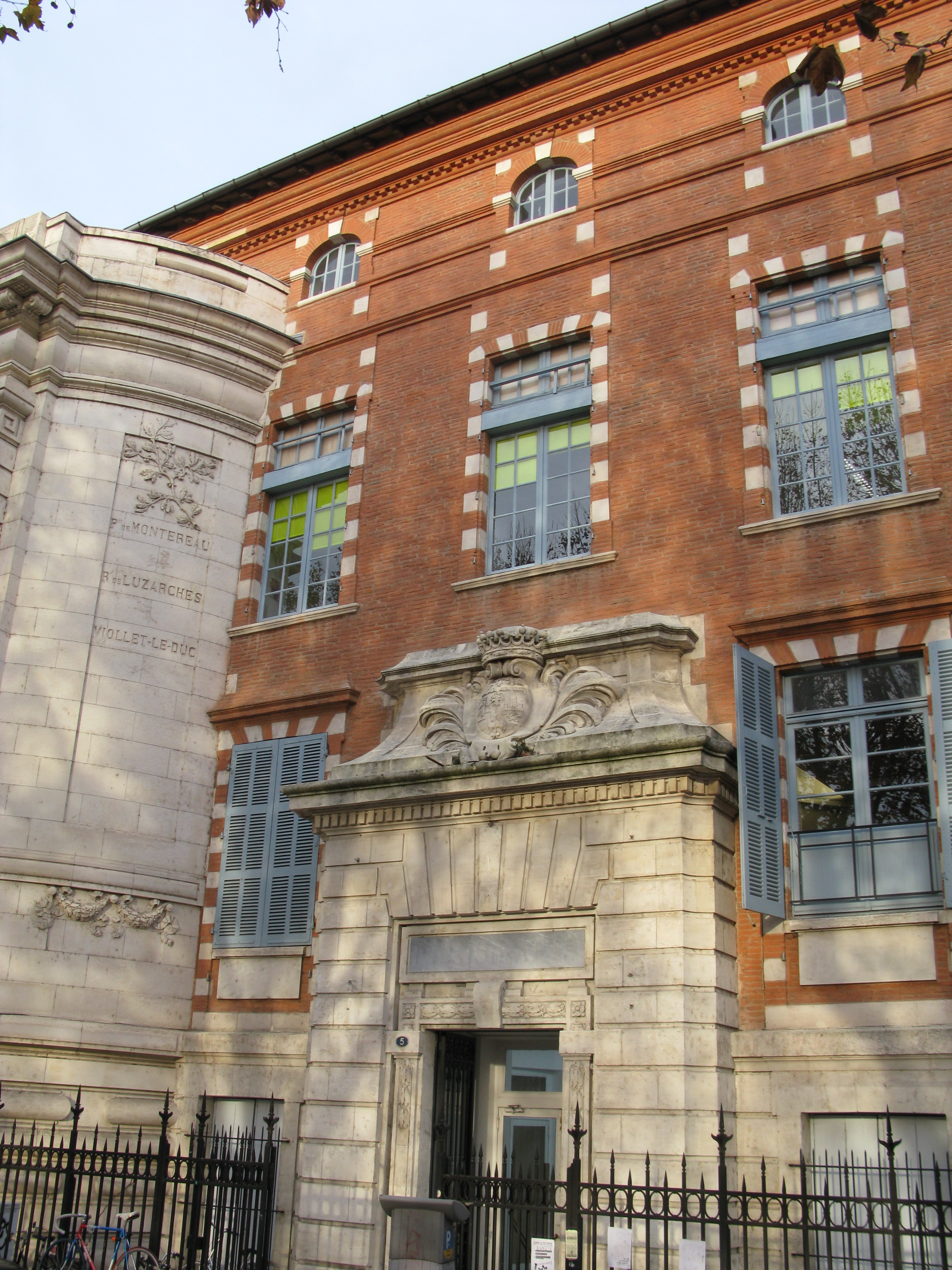
La entrada del Palais des Arts

## Diploma
Este centro dota a sus estudiantes que concluyen el programa formativo de un título sancionado por el Estado francés.
- el DNAP , Diploma Nacional de Artes Plásticas en el final del tercer año - en francés: Diplôme national d'arts plastiques
- la DNSEP , Diploma Nacional superior de expresión artística al final del quinto año - en francés: Diplôme national supérieur d'expression plastique

## Historia
Una escuela de dibujo y pintura existió desde 1680. En 1746, la Sociedad de Bellas Artes fue creada por los artistas Antoine Rivalz, Guillaume Cammas y el abogado Bernard Dupuy du Grès, también autor de un Tratado de la pintura (1797) y fundador de la primera escuela pública y libre. Estaba financiada por el municipio y domiciliada en el Capitolio, en el llamado Logis de l'Ecu. Más tarde se trasladó a la actual calle Lafayette.
En 1804, la escuela se convirtió en la Academia Real de Bellas Artes, se trasladó y ocupó una parte del antiguo convento agustino (actual Museo de los Agustinos) con vistas a la calle, que cambió su nombre  « rue des Arts ». Fue las primeras de las academias provinciales y la única con la de París, en ser denominada Real Academia. Dominique Ingres fue uno de los alumnos de la escuela, de 1791 a 1796. Después de la introducción de un curso de geometría y mecánica por parte del arquitecto Urbain Vitry, fue nombrada en 1827 como Escuela de Bellas Artes y de Ciencias industrialess - en francés: École des beaux-arts et des sciences industrielles. Uno de sus más conocidos directores fue el general del Imperio, pintor e introductor de la litografía en Francia, Louis-François Lejeune, nombrado en 1837 (y que fue alcalde de Toulouse desde 1841). En 1883 pasó a la tutela del Ministerio de Instrucción Pública y Bellas Artes y se convirtió en la Escuela Nacional y Especial de Artes en francés: École nationale et spéciale des Beaux-Arts.
En 1892, parte del convento agustino donde se ubicó la Escuela, fue destruido por la construcción de la rue de Metz. La escuela trasladó entonces su sede permanente, al muelle de la Daurade, cerca de la Basílica de la Dorada, en la Manufactura de Tabacos, antigua fábrica de Boyer-Fonfrede. En 1895, recibió la monumental fachada, decorada con las estatuas alegóricas de la Pintura (Alexandre Laporte), la Escultura, el Grabado y la Arquitectura (Abel Fabre), del nuevo Palacio de las Artes y de las Ciencias industriales, obra del  arquitecto Pierre Esquié. La arquitectura se separó de la Escuela de Bellas Artes y se instaló en los nuevos edificios del barrio de Mirail en 1969. De 1968 a 1987, la escuela abrió el Scriptorium de Toulouse (fr), un taller dedicado a la enseñanza de las artes gráficas, dirigido por los profesores André Vernette y Bernard Arin, germen de una importante reactivación de la caligrafía y la creación tipográfica en Francia.

## Antiguos alumnos
Puedes ver la categoría:Alumnos de la Escuela de Bellas Artes de Toulouse.

## Profesores
- Joseph Andrau (director), escultura
- Bernard Arin, artes gráficas
- Raoul Bergougnan (fr), pintura
- Édouard Bouillère, pintura
- Guillaume Cammas (fr)
- Claude Chaigneau (fr), dibujo
- Félix Denax, pintura
- Jean Druille (1906-1983) gran premio de Roma, escultura
- Jean-Louis Ducros, pintura
- Eugène-Henri Duler (fr), escultura
- Abel Fabre, escultura
- Jacques Fauché (fr) (1960-1992), pintura
- Jules Garipuy (fr), pintura
- Michel Goedgebuer (fr) (1953), pintura
- René Izaure, dibujo, grabado (1976-1987)
- Louis-François Lejeune (director), pintura
- Louis Louvrier, grabado
- Daniel Mangion, pintura
- Maurice Mélat, dibujo, pintura
- Joseph Monin (fr), escultura
- Robert Pagès (fr), escultura
- Henry Parayre (fr), escultura
- Albert Pons (director), artes gráficas
- Camille Raynaud (1868-19--), escultura
- Antoine Rivalz (fr)
- Daniel Schintone (fr) (1953-1991), pintura
- André-François Vernette (1949 ; director, 1977-1988), artes gráficas
- Louis Zavaroni, escultura